# Spadina (métro de Toronto)
Pour les articles homonymes, voir Spadina.
Spadina est une station de correspondance de la ligne 1 Yonge-University et de la Ligne 2 Bloor-Danforth du métro, de la ville de Toronto en Ontario au Canada. Elle est située au 6 Spadina Road près de l'intersection avec Bloor Street.

## Situation sur le réseau

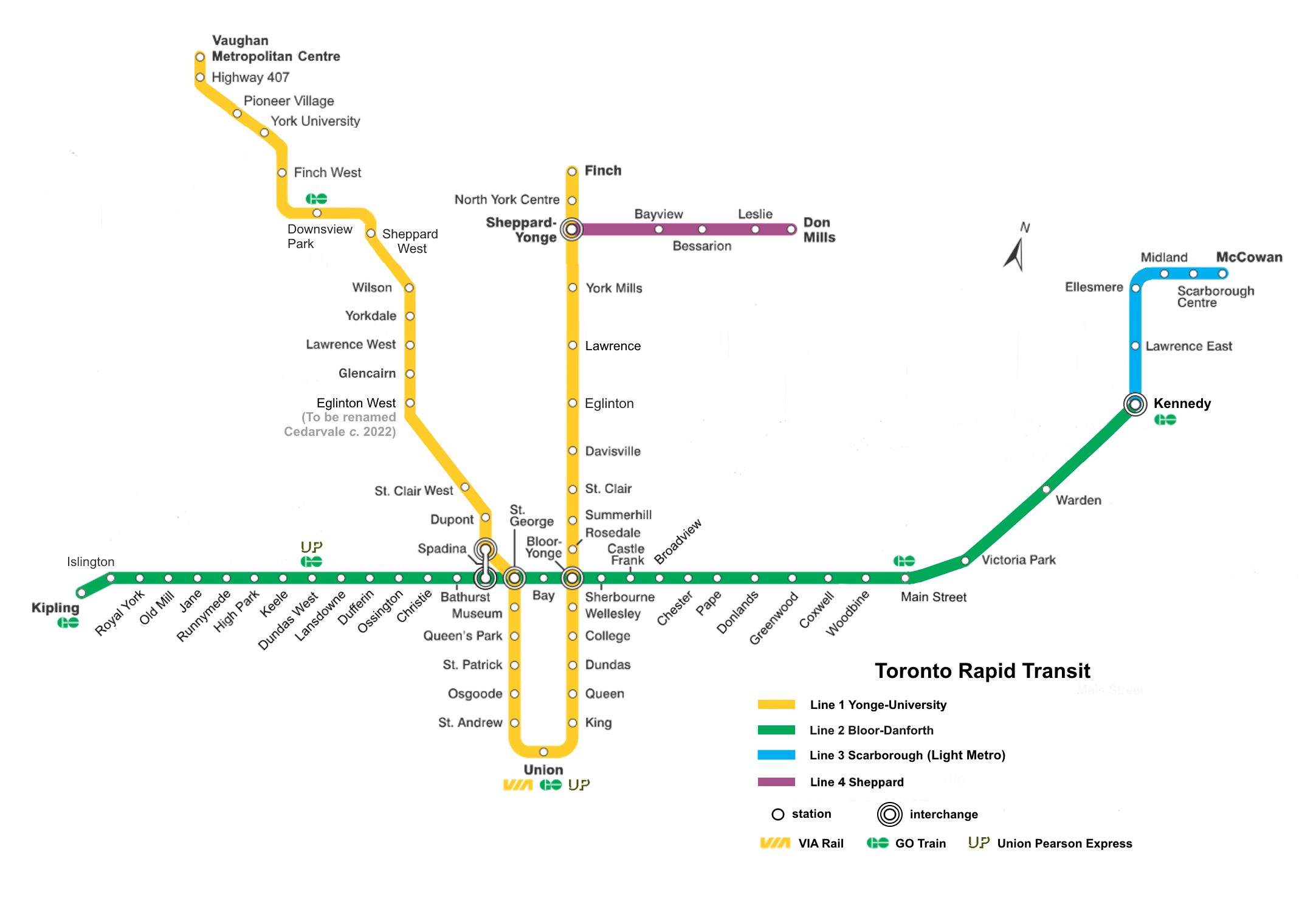
Plan du métro de Toronto (2018).

Station de correspondance, entre la ligne 1 Yonge-University et la Ligne 2 Bloor-Danforth, Spadina dispose de deux platerformes distinctes :
Établie en souterrain, la station Spadina de la ligne 1 Yonge-University, est précédée par la station Dupont, en direction du terminus Vaughan Metropolitan Centre, et elle est suivie par la station St. George, en direction du terminus Finch.
Également en souterrain, la station Spadina de la Ligne 2 Bloor-Danforth, est précédée par la station Bathurst, en direction du terminus Kipling (métro de Toronto), et elle est suivie par la station St. George, en direction du terminus Kennedy

## Histoire
La station Spadina inaugurée le 25 février 1966 pour la ligne Bloor-Danforth et le 28 janvier 1978 pour la plateforme de la ligne Yonge-University-Spadina.
En 2009-2010, la moyenne de fréquentation pour l'année est de 48 350 personnes par jour .

## Services aux voyageurs

### Intermodalité
La station est en correspondance avec le tramway de Toronto :Ligne 510 Spadina.
Elle est également desservie par les bus de la ligne 127 Davenport.

## Arts
La station Spadina possède trois œuvres d'art. La première est Morning Glory de Louise de Neverville, cette œuvre est une murale située près de l'entrée de Kendal avenue. La seconde est Barren Ground Caribou de Joyce Wieland, qui représente un groupe de caribous, située dans la toundra. La troisième œuvre est faite en bois et représente un loup, un hibou et un faucon. Cette œuvre a été réalisée par Fedelia O'Brien, Murphy Green et Chuck Heit.

## À proximité
- Bloor Street United Church (en)
- Trinity-St. Paul's United Church (en)
- University of Toronto Schools (en)
- Université de Toronto
- Alliance française de Toronto - campus de Toronto